# Tensilica Instruction Extension
Tensilica Instruction Extension fa referència al llenguatge propietari que s'utilitza per personalitzar l'arquitectura central del processador Xtensa de Tensilica.
Mitjançant l'ús de TIE, l'usuari pot personalitzar l'arquitectura Xtensa afegint instruccions personalitzades i fitxers de registre, instància de ports i cues TIE per a la comunicació multiprocessador i afegint extensions preconfigurades (com ara el DSP de Tensilica). Les aplicacions de programari es poden beneficiar molt de les instruccions definides per l'usuari correctament orientades, mentre que els ports TIE i les cues TIE faciliten la comunicació multiprocessador afegint interfícies d'entrada i sortida separades al nucli del processador. Mitjançant el llenguatge TIE i el conjunt d'eines Xtensa Xplorer, s'automatitza la generació i verificació de les instruccions utilitzades per ampliar l'ISA del processador. Aquesta automatització ajuda a reduir el temps de verificació del maquinari que normalment consumeix un gran percentatge de la durada del projecte d'un maquinari típic desenvolupat per a la mateixa funcionalitat.
Tensilica va afegir TIE per ampliar el conjunt d'instruccions dels processadors Xtensa.
El codi TIE es pot crear de dues maneres. TIE pot ser:
1. Escrit manualment i connectat al nucli del processador necessari.
2. Generat automàticament amb Xtensa Xpress.

La codificació manual és similar a la programació amb Verilog, un llenguatge de descripció de maquinari. La generació automàtica de codi TIE es fa mitjançant l'eina Xtensa Xpress. Això es fa compilant i executant primer el codi amb les eines Xplorer i Xtensa Xpress. Xpress analitza el codi que s'executarà al processador i genera instruccions TIE addicionals per al nucli del processador. Aquestes instruccions addicionals seran substituïdes automàticament quan el compilador C/C++ generi el codi ensamblador, evitant qualsevol intervenció manual. Això proporciona una abstracció completa de l'usuari al procés de generació automàtica de TIE.